# مارينوس ساتسياس
مارينوس ساتسياس (باليونانية: Μαρίνος Σατσιάς)‏ (24 مايو 1978 بنيقوسيا في قبرص - ) هو لاعب كرة قدم قبرصي في مركز الوسط. شارك مع منتخب قبرص لكرة القدم. أما مع النوادي، فقد لعب مع نادي أبويل.

## مسيرته الكروية
لعب مارينوس ساتسياس خلال مسيرته الاحترافية مع نادِ واحدٍ في تسعة عشر موسمًا وسجل خلالها 23 هدفًا ضمن 286 مباراة. حيث فاز في ستة مواسم بالكأس وفي ثمانية مواسم بالدوري.
خاض مارينوس ساتسياس مسيرته مع نادي أبويل في موسم 1995–96 ليلعب معه تسعة عشر موسمًا، مشاركًا في 286 مباراة سجل خلالها 23 هدفًا.

## روابط خارجية
- مارينوس ساتسياس على موقع قاعدة بيانات كرة القدم.إي يو (الإنجليزية)
- مارينوس ساتسياس على موقع ناشيونال فوتبول تيمز (الإنجليزية)
- مارينوس ساتسياس على موقع Soccerway.com (الإنجليزية)
- مارينوس ساتسياس على موقع AS.com (الإسبانية)